# شادی (آلبوم ۱۹۹۰)
شادی (ایتالیایی: Allegria) یک آلبوم گردآوری‌شده از گروه موسیقی جیپسی کینگز است که برای مخاطبان آمریکایی در سال ۱۹۹۰ منتشر شد. این آلبوم منتخبی از آهنگ‌های دو آلبوم شادی و ماه آتشین است.

## فهرست آهنگ‌ها و ترانه‌ها
| شماره | نام                  | مدت  |
| ----- | -------------------- | ---- |
| ۱.    | «رنج و توبه»         | ۳:۱۷ |
| ۲.    | «کهکشان» (بی‌کلام)    | ۳:۰۶ |
| ۳.    | «تنها»               | ۲:۳۲ |
| ۴.    | «بانو»               | ۳:۳۱ |
| ۵.    | «شادی» (بی‌کلام)      | ۲:۴۴ |
| ۶.    | «یک عشق»             | ۳:۵۰ |
| ۷.    | «پدر، مادر را نزن»   | ۳:۰۱ |
| ۸.    | «رویا» (بی‌کلام)      | ۳:۲۳ |
| ۹.    | «اندوه»              | ۳:۳۷ |
| ۱۰.   | «عشق یک‌روزه»         | ۴:۴۹ |
| ۱۱.   | «ماه آتشین» (بی‌کلام) | ۳:۳۳ |
| ۱۲.   | «جمجمه»              | ۲:۴۳ |
| ۱۳.   | «قطع رابطه»          | ۴:۱۴ |
| ۱۴.   | «تندباد شاد»         | ۴:۵۵ |
| ۱۵.   | «شاهدخت»             | ۳:۳۳ |
| ۱۶.   | «فراموش‌شده» (بی‌کلام) | ۲:۴۳ |
| ۱۷.   | «صد»                 | ۳:۲۳ |